# Copacul morții
Copacul morții (Hippomane mancinella) este o specie de plante cu flori din familia Euphorbiaceae. El se găsește din partea tropical-sudică a Americii de Nord până în partea nordică a Americii de Sud.
În engleză este denumit și copacul "manchineel" (uneori scris "manchioneel"), denumire provenită de la cuvântul spaniol ”manzanilla” ("măr mic"), din cauza asemănării  fructelor și frunzelor sale cu cele ale unui măr. O denumire spaniolă actuală este „manzanilla de la muerte” ("mărul morții”). Acest lucru se referă la faptul că acest copac este unul dintre cei mai periculoși din lume. El este cunoscut de asemenea și sub numele de ”măr de plajă”.

## Legături externe
Materiale media legate de Copacul morții la Wikimedia Commons
- Useful Links for Neotropical Flowering Plant Identification Arhivat în 16 ianuarie 2017, la Wayback Machine.